# گیم‌هاوس
گیم‌هاوس (انگلیسی: GameHouse) شرکت بازی ویدئویی آمریکایی است، که در سال ۱۹۹۸ تأسیس شد.